# John Hawkes
John Hawkes (nascido John Marvin Perkins; 11 de setembro de 1959) é um ator americano de cinema e televisão. É conhecido por sua interpretação de um comerciante no seriado Deadwood da HBO. Foi indicado ao Óscar de melhor ator coadjuvante pela sua atuação no filme Inverno na Alma, de 2010.